# Penčo Zlatev
Penčo Ivanov Zlatev (in bulgaro Пенчо Иванов Златев?; Elena, 2 novembre 1883 – Sofia, 24 luglio 1948) è stato un generale e politico bulgaro e primo ministro del regno di Bulgaria.
Ispettore generale della cavalleria, Zlatev fu inoltre membro della Lega Militare, un gruppo di destra che aveva stretti contatti col circolo politico Zveno. In seguito al colpo di stato del 1934 organizzato dallo Zveno, Zlatev divenne ministro della difesa, anche se, essendo un monarchico fedele, divenne diffidente delle crescenti idee repubblicane che venivano espresse da alcuni membri del nuovo regime.
Perciò lo zar Boris III orchestrò un contro-colpo di Stato contro il nuovo regime e nominò Zlatev primo ministro il 22 gennaio 1935. Zlatev fu nominato solo in veste di forte presenza militare nell'immediato seguito de colpo di Stato e venne rimpiazzato il 21 aprile dello stesso anno, una volta che Boris si assicurò il completo controllo, mentre la decisione di imprigionare Kimon Georgiev ed Aleksandăr Cankov avevano già indebolito la posizione di Zlatev.